# Kambang Utara
Kambang Utara is een bestuurslaag in het regentschap Zuid-Pesisir van de provincie West-Sumatra, Indonesië. Kambang Utara telt 8061 inwoners (volkstelling 2010).